# Tribunal Administrativo de Antioquia

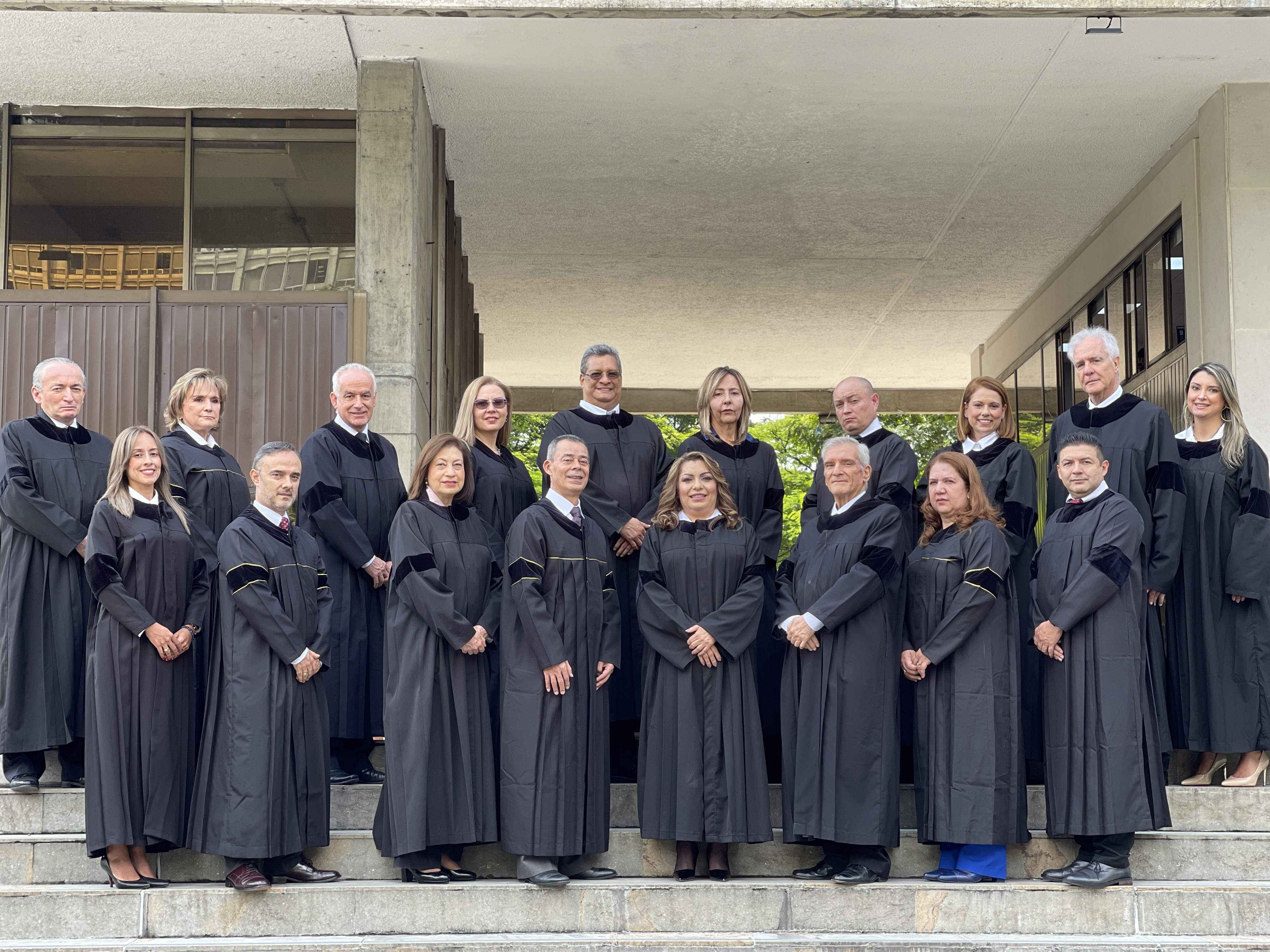
Sala Plena Tribunal Administrativo de Antioquia

El Tribunal Administrativo de Antioquia es un órgano que resuelve conflictos y controla la legalidad de la administración. Es parte de la rama judicial de Colombia. Es la segunda instancia de la jurisdicción de lo Contencioso Administrativo en el Departamento de Antioquia. Su sede está ubicada en la Alpujarra - Edificio EDATEL - Piso 5.

## Historia
La constitución política de Colombia de 1886, que se mantuvo vigente durante más de un siglo, fortaleció notablemente el Consejo de Estado, al establecer con precisión su función constitucional como el órgano consultivo supremo del Gobierno en asuntos administrativos. Era necesario que se le escuchara en todos los temas que afectaran a la Constitución y a las leyes, y su integración se realizó a través de una combinación de diversas formas de designación de sus miembros.
Tras su supresión por el Acto Legislativo n.º 10 de 1905, esta entidad fue restablecida de manera definitiva a través del Acto Reformatorio del 10 de septiembre de 1914, convirtiéndose en un componente ininterrumpido de nuestras instituciones jurídicas. Esta reconstitución mantuvo la esencia de su función consultiva, aunque las reformas posteriores se centraron en otros temas, como la segmentación del Consejo en salas o secciones para diferenciar las funciones del Tribunal Supremo Contencioso de las demás que le son asignadas por la Constitución y la ley (Reforma de 1945). También se abordaron cuestiones sobre la composición, el período de los Consejeros y el método para cubrir vacantes (Reforma Constitucional por Plebiscito de 1957). La actual Constitución la integra de manera integral en el contexto de independencia orgánica y funcional, al establecer explícitamente su pertenencia a la Rama Judicial.
Con la entrada en vigor el 1 de marzo de 1914 de la Ley 130 de 1913, específicamente en su artículo 112, se creó la Jurisdicción de lo Contencioso Administrativo, que incluye el «tribunal supremo de lo contencioso administrativo y los tribunales seccionales de lo contencioso administrativo».
En el departamento de Antioquia, el Tribunal inició su operación el 1 de mayo de 1914, con la instalación de los magistrados Francisco Luis Ortiz, Salvador Ossa y Obdulio Palacio.
En un tiempo en que la función pública era sinónimo de los partidos políticos, los temas electorales rápidamente comenzaron a colapsar el Tribunal. A finales de los años cuarenta, se desató una serie de titulares en la prensa que consideraban como «prevaricato» las decisiones de los magistrados que defendían los derechos de los funcionarios públicos despedidos por las administraciones en el poder. Esta congestión resultó en la ampliación de las plazas de Magistrados, que para 1946 se elevó a cuatro.
La violencia asociada a los partidos políticos también se cebó en el Tribunal, resultando en la detención de su presidente, Santiago Herrera Gómez, quien fue encarcelado en la antigua Cárcel La Ladera. Se le acusó de formar parte de la Junta Revolucionaria en relación con los eventos del 9 de abril de 1948, un hecho luctuoso y sin antecedentes.
A finales de la década de 1970, el Tribunal contaba con seis magistrados, cifra que se incrementó a ocho en la siguiente década. En 2004, la cantidad de miembros llegó a nueve, y en 2006, se consolidó en diez.
El año 2006 marcó el comienzo de los Juzgados Administrativos, que incluyeron 31 en el Circuito Administrativo de Medellín y un único juzgado en el Circuito Administrativo de Turbo.

## Composición judicial
El Tribunal Administrativo de Antioquia actualmente se encuentra conformado por veinticuatro (24) Magistrados, ellos son:
| Sección Única - Despacho 01: Álvaro Cruz Riaño                   |
| Sección Única - Despacho 02: Rafael Darío Restrepo Quijano       |
| Sección Única - Despacho 03: Sandra Liliana Pérez Henao          |
| Sección Única - Despacho 04: Martha Nury Velásquez Bedoya        |
| Sección Única - Despacho 05: John Jairo Alzate López             |
| Sección Única - Despacho 06: Jairo Jiménez Aristizabal           |
| Sección Única - Despacho 07: Jaiver Camargo Arteaga              |
| Sección Única - Despacho 08: Beatriz Elena Jaramillo Muñoz       |
| Sección Única - Despacho 09: Verónica Gutiérrez Tobón            |
| Sección Única - Despacho 10: Gonzalo Javier Zambrano Velandia    |
| Sección Única - Despacho 11: Carlos Enrique Pinzón Muñoz         |
| Sección Única - Despacho 12: Susana Nelly Acosta Prada           |
| Sección Única - Despacho 13: Liliana Patricia Navarro Giraldo    |
| Sección Única - Despacho 14: Jorge León Arango Franco            |
| Sección Única - Despacho 15: Daniel Montero Betancur             |
| Sección Única - Despacho 16: Vannesa Alejandra Pérez Rosales     |
| Sección Única - Despacho 17: Martha Cecilia Madrid Roldán        |
| Sección Única - Despacho 18: Juliana Nanclares Márquez           |
| Sección Única - Despacho 19: Hirina Del Rosario Meza Rhenals     |
| Sección Única - Despacho 20: Dohor Edwin Varón Vivas             |
| Sección Única - Despacho 21: Carlos Cristopher Viveros Echeverri |
| Sección Única - Despacho 22: Angy Plata Álvarez                  |
| Sección Única - Despacho 23: Luz Myriam Sánchez Arboleda         |
| Sección Única - Despacho 24: Juan Gabriel Villamarín Martínez    |

Hay dos Circuitos Administrativos:
Circuito Judicial Administrativo de Turbo (7 Juzgados): Con sede en el municipio de Turbo y comprende los municipios de Turbo, Apartadó, Arboletes, Carepa, Chigorodó, Murindó, Mutatá, Necoclí, San Juan de Urabá, San Pedro de Urabá y Vigía del Fuerte.
Circuito Judicial Administrativo de Medellín (39 Juzgados): Con sede en el Municipio de Medellín y comprende los otros 114 municipios del departamento.